# Hotel Metropol (Bělehrad)

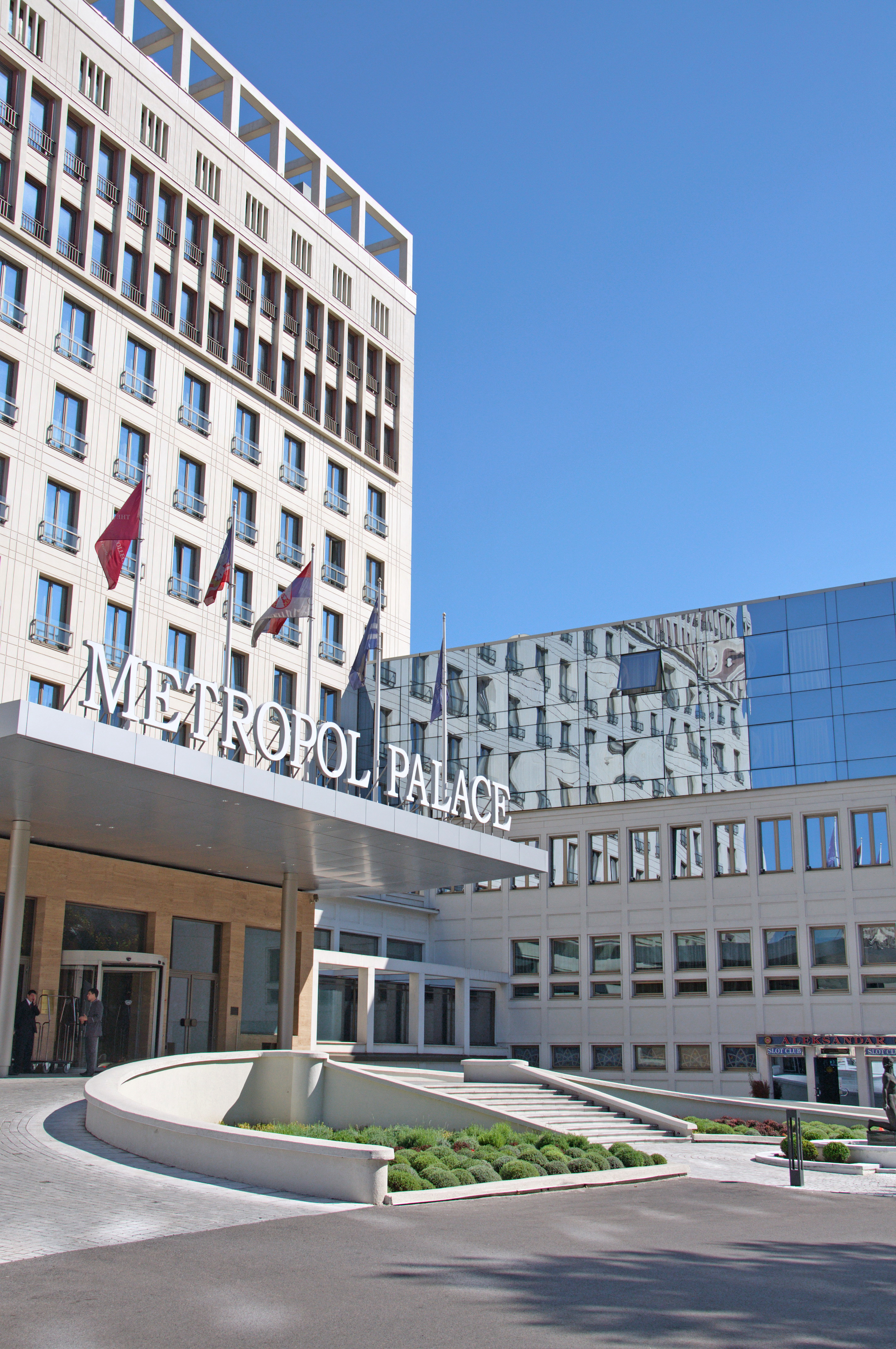
Fasáda stavby.

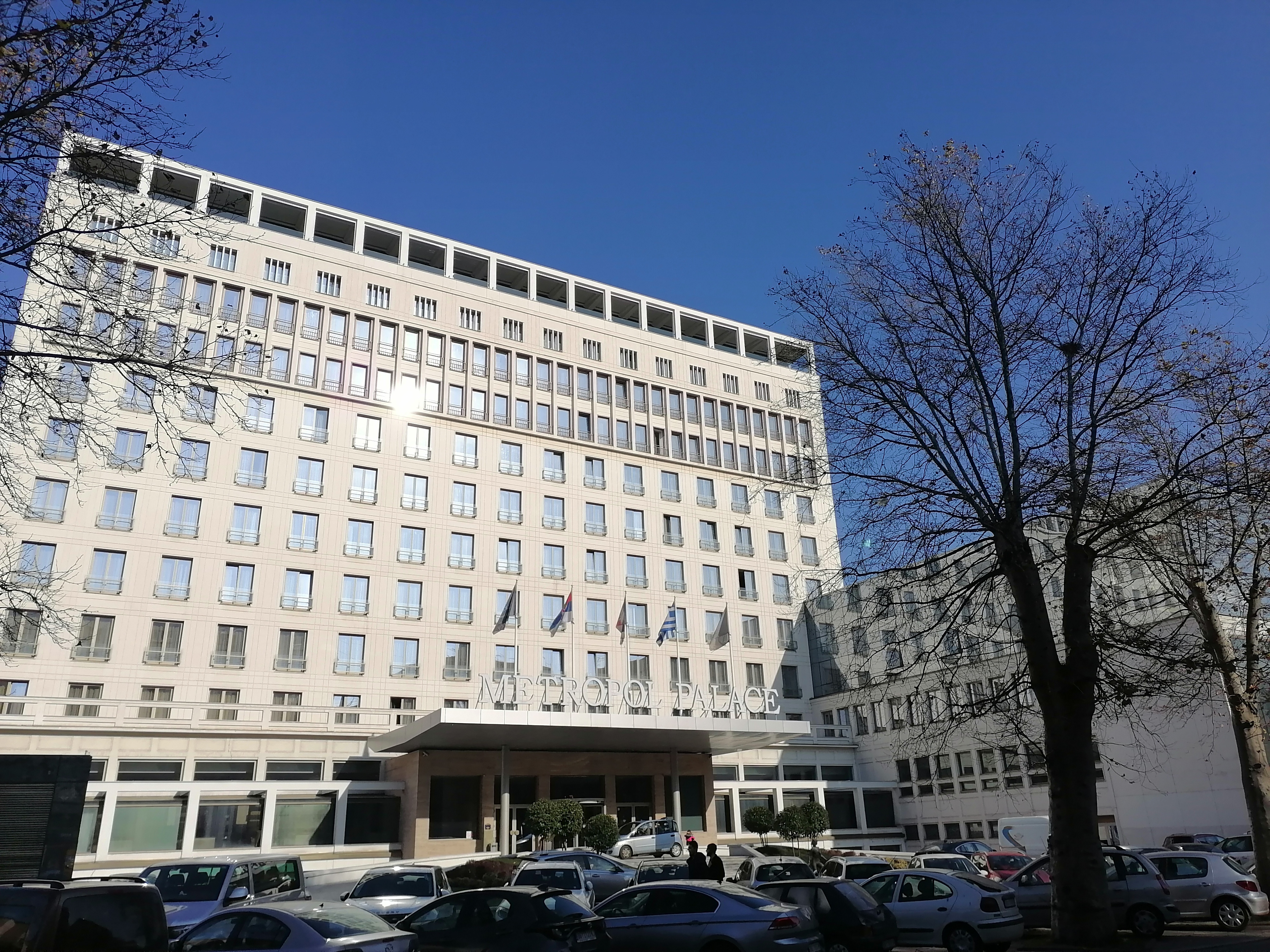

Hotel Metropol (v srbské cyrilici Хотел Метропол) se nachází v srbské metropoli Bělehradu, na adrese Bulvár krále Alexandra 69. Je chráněn jako kulturní památka. Patří mezi řadu staveb moderní architektury, které v bývalé Jugoslávii navrhl Dragiša Brašovan.
Devítipatrový hotel vyniká jako ukázka srbské/jugoslávské architektury 50. let 20. století. Je známý díky fontáně s názvem Dívka ve sprše a rozměrné vitráži u vstupu.
Hotel patří mezinárodnímu řetězci Starwood.

## Historie
Původně měl sloužit jako sídlo mládežnické organizace Svazu komunistů Jugoslávie. Stavební práce byly zahájeny v roce 1949. V duchu řady tehdejších projektů, které na území Jugoslávie vznikaly, byl budován v rámci pracovních akcí mládeže (ORA) dobrovolnickými brigádami z celé tehdejší země. Na stavbě se podílelo osmnáct dobrovolnických brigád s celkovým počtem osmnácti tisíc lidí. Práce byly nicméně přerušeny v listopadu 1950, v souvislosti s roztržkou mezi Titem a Stalinem. Původně plánované „největší kongresové centrum na Balkáně“ bylo na několik let opuštěno. 
O pár let později byl projekt původní stavby svěřen Dragiši Brašovanovi, který jej upravil do podoby výškové budovy, bloku sloužícího jako luxusní hotel. Stavební práce byly obnoveny v roce 1954 a probíhaly tři roky. V době otevření patřil Hotel Metropol k velmi luxusním a reprezentativním ubytovacím zařízením své doby. Pobývala zde řada politiků, filmových hvězd i významných osobností, např. Leonid Brežněv, Che Guevara, Ivo Andrić či Neil Armstrong. Již roku 1961 hostil delegace během summitu Hnutí nezúčastněných zemí. Byl zde také dopaden Ilich Ramírez Sánchez (než byl propuštěn a opětovně zatčen v súdánském Chartúmu). Josip Broz Tito zde slavil několikrát Nový rok. 
V roce 2002 poškodil hotel požár, až do roku 2007 byla část budovy i nadále v provozu. Na přelomu prvního a druhého desetiletí 21. století se uskutečnila komplexní rekonstrukce objektu v hodnotě okolo čtyřiceti milionů eur. Obnova, která vznikla podle projektu Miodraga Trpkoviće, trvala čtyři roky a stavební práce musely být dvakrát přerušeny. Trpković při obnově musel dostát vysokým standardům počátku 21. století, zároveň však musel uchovat původní prvky budovy, která je chráněna jako kulturní památka.